# Núvols d'estiu
Núvols d'estiu és una pel·lícula dramàtica espanyola del 2004 dirigida per Felipe Vega. Fou rodada i ambientada en la Costa Brava. Ha estat doblada al català. El seu director, influït per Alfred Hitchcock, pren el títol d'una pel·lícula de Yasujirō Ozu per tal de reflectir el núvol negre que va creixent poc a poc i que tapa el cel i posa en perill la felicitat dels protagonistes.

## Sinopsi
Com cada estiu des de fa quatre anys, el matrimoni format per Ana i Daniel, amb el seu fill Manuel, van a passar les vacances d'estiu a una masia vora un poble de la Costa Brava propietat dels pares d'Ana. La seva plàcida existència es trasbalsa en conèixer Marta, que treballa a una papereria, el seu promès Tomàs, que és forner, i Robert, que és propietari d'una tenda d'antiguitats i cosí de Marta. Tots es veuran arrossegats a un joc de mentides quan Robert intenti seduir Ana valent-se del suposat enamorament de Marta per Daniel, però posaran en marxa un pla en el qual entren més coses en joc que una simple aventura d'estiu.

## Repartiment
- Roberto Enríquez... Daniel
- Natalia Millán... Ana
- David Selvas... 	Robert
- Irene Montalà... 	Marta
- Roger Casamajor... 	Tomás
- Kevin Almodóvar ... 	Manuel
- Michelle Jenner... Natalia

## Reconeixement
Als III Premis Barcelona de Cinema fou nominada al premi al millor director.
Als XIV Premis Turia va obtenir els premis a la Millor Pel·lícula Espanyola i a la Millor Actriu Revelació.